# 黒の図説
『黒の図説』（くろのずせつ）は、松本清張の小説シリーズ。『週刊朝日』1969年3月21日号 - 1972年12月29日号に連載された。

## 概要
- 以下全12話が連載された。
- 『速力の告発』（『週刊朝日』・1969年3月21日号 - 1969年5月16日号）
- 『分離の時間』（『週刊朝日』・1969年5月23日号 - 1969年9月5日号）
- 『鷗外の婢』（『週刊朝日』・1969年9月12日号 - 1969年12月12日号）
- 『書道教授』（『週刊朝日』・1969年12月19日号 - 1970年3月27日号）
- 『六畳の生涯』（『週刊朝日』・1970年4月3日号 - 1970年7月10日号）
- 『梅雨と西洋風呂』（『週刊朝日』・1970年7月17日 - 1970年12月11日号）
- 『聞かなかった場所』（『週刊朝日』・1970年12月18日 - 1971年4月30日号）
- 『生けるパスカル』（『週刊朝日』・1971年5月7日 - 1971年7月30日号）
- 『遠い接近』（『週刊朝日』・1971年8月6日 - 1972年4月21日号）
- 『山の骨』（『週刊朝日』・1972年5月19日 - 1972年7月14日号）
- 『表象詩人』（『週刊朝日』・1972年7月21日 - 1972年11月3日号）
- 『高台の家』（『週刊朝日』・1972年11月10日 - 1972年12月29日号）

- シリーズ開始にあたり作者は「本誌（週刊朝日）には「黒い画集」を第一回、「黒の様式」を第二回として推理小説の中短編の連作を書いてきた。後者は私の急な海外旅行と急病などの故障のためにいくらか中絶の感じとなった。作者としても不本意である。ここに第三部の連作に入る。連作とはいえ、それぞれが違ったニュアンスを出してゆきたい。実験も試みたい。この「黒」は、赤や、青、白、緑、紫、水色、淡紅さまざまな色彩の凝集でもある」と記している[1]。
- 連載終了後、すべての作品が光文社（カッパ・ノベルス）から刊行されたが、最終話『高台の家』については文藝春秋からの刊行が先行した。